# 艦隊シリーズ (荒巻義雄)
『艦隊シリーズ』（かんたいシリーズ）は、荒巻義雄の架空戦記小説、『紺碧の艦隊』『旭日の艦隊』『新・紺碧の艦隊』『新・旭日の艦隊』及び、その派生作品の総称である。
1990年から2000年にかけて『紺碧の艦隊』20巻、『旭日の艦隊』16巻、『旭日の艦隊 後世欧州戦史』6巻、『新・紺碧の艦隊』9巻、『新・旭日の艦隊』19巻が新書として発行されたほか、アニメや漫画、コンピュータゲームでも展開されている。

## 国家
大日本合衆国
後世の大日本帝国→日本国。第三次世界大戦勃発前に名称を変更し初代大統領は大高弥三郎が就任した。
照和21年に発布された「日本国憲法」において、「合衆国型共和政治」への地ならしが行われたものと思われる。ちなみに変更以前の照和23年から道州制がとられている。（現世において）議論されている道州制と違い、その目的は『戦時下における企業の積極的集団疎開』と「複数中心型統治体制の確立』にある。OVA版では大日本帝国から日本国へ変わった経緯は語られておらず、日本国という名称が登場したのはOVA第15巻からである。
内海亜細亜（内海貿易圏）の『東亜経済連合』のモデルにもなっている。
照和23年時に新設された州
伊勢州
愛知県、岐阜県、富山県、石川県、福井県、三重県で構成。28年に富士州へ統合。
出雲州
山口県、島根県で構成。
関東州
字の通り東京を中心とする関東地方で構成。帝都は別扱いで、大高に言わせると『日本で最も不便な都市』を目指しており、帝都一極集中を避ける都市計画が行われている。
山陽州
広島県、岡山県、鳥取県で構成。
四国州
字の通り四国4県で構成。
太奥州（たいおうしゅう）
宮城県、福島県、岩手県で構成。ちなみに『太』とは3県が面している太平洋のこと。
高千穂州
熊本県、宮崎県、鹿児島県で構成。
筑豊州
福岡県、大分県、長崎県、佐賀県で構成。
津軽州
青森県および函館など北海道南部で構成。
出羽州
字の通り、出羽国を形成していた秋田県、山形県で構成。
道央州
札幌、小樽、稚内、旭川、室蘭といった北海道中央部で構成。
道東州
帯広、根室、釧路、網走、北見といった北海道東部で構成。
琵琶州
大阪府、京都府、兵庫県、滋賀県、奈良県、和歌山県で構成。
富士州
静岡県、山梨県、新潟県、長野県で構成。
琉球州
沖縄県、奄美群島など、南西諸島で構成。

照和28年時に統合新設された州
奥羽州
太奥州、津軽州、出羽州を統合した洲。
中国州
出雲州、山陽州を統合した洲。
筑紫州
高千穂州、筑豊州を統合した洲。

東方エルサレム共和国
照和19年に日本統治下にあった南樺太に建国されたユダヤ人国家、永世中立国である。
大高首相が放った『自国領の割譲による新国家建設』という奇手は、国際世論を大きく突き動かし日英単独講和、日米秘密軍事同盟の発端となった。また真岡〜豊原の秘密国境線以南は日本が300年租借する形となり、米国の無差別戦略爆撃に強い土地となった。
大泊には日本海軍の秘密地中工廠があり、紺碧艦隊（富嶽号、伊500型、乙姫号）の改装が行われた。
東シベリア共和国
照和25年にハバロフスクを首都として建国された国家。レナ川〜バイカル湖以東を国境とするこの国の誕生により、日本は長く存在した北方の脅威が取り除かれることとなった。初代首相はレオン・トロッキー。
社会主義国家ではあるが、経済は市場経済方式を採用している。なお、ハバロフスクはこれにあたり「トロッキー市」と改称された。
広東共和国
香港を含む沿岸地域を共和制国家に変えたもの。
国共合作を有名無実化するために大高が指示した『支那大陸撤退策』により手薄になる援蒋ルート遮断策の1つ。福建省にも同様の工作が行われた。
満州人民共和国
満州国を共和制国家に変えたもの。
大高の指示により民主化・重工業化が進んでいる。また大連には欧州からの亡命政府が集結した亡命政府団地が建設されている。
人民中国
中国共産党が支配する国家。首都は北京。
中華中国
中国国民党が支配する国家。首都は南京。
神聖欧州帝国
後世の第三帝国。高官粛清を機に帝政に移行し名称も変更された世界最大版図の専制君主国家。
その支配域は欧州（ポルトガル、スコットランド、アイルランドを除く）・北アフリカ、中東、インド以西の南アジア、レナ川〜バイカル湖以西のソ連領、勢力圏は南米にまで及ぶ。
占領地での情け容赦のない資源搾取、強制労働によって工業が発展し驚異的な経済成長を遂げているが、遺伝的に認められた青年たちを新貴族として登用したため現場との軋轢が発生している。
スカンジナビア属帝国
スカンジナビア半島3国を纏めた属領。
南イングランド政府
ドイツに占領されたロンドンを中心とする自治政府。

## 艦隊・部隊（日本）
紺碧艦隊
前原一征司令長官率いる秘匿潜水艦隊。主に雷撃による艦隊攻撃及び、搭載した航空機による奇襲攻撃が任務。なお、艦隊要員は秘匿性を保つため、全員戦死または殉職扱いになっている。旗艦は『富嶽号』（初代）、『亀天号』（2代目）を経て、『須佐之男号』となった。
第三次大戦時編成
1. 司令艦
『須佐乃男号』
2. 海中打撃チーム
『富嶽号』、『水神号』、『快竜号』、『爽海号』
3. 情報収集艦
『亀天号』
4. 潜水補給チーム
『乙姫号』、『浦島号』、『竜宮号』

モビー・ディック（X艦隊）
紺碧艦隊の海外での呼び名。姿を見せず一艦隊をまとめて殲滅するためこう呼ばれる。

旭日艦隊
大石蔵良司令長官に率いられる艦隊。詳細は項目参照。
紅玉艦隊
川崎弘司令長官率いる捕獲した改造米戦艦を中核として編成された艦隊。旗艦は航空戦艦『米利蘭土』。艦載機（爆龍・鮫龍）と艦艇に搭載した噴進弾による対地攻撃を得意とする。（作中での）初陣は、「弦月作戦」で、ロスアラモス攻撃の為に「爆龍」を運び、サンジェゴ軍港の攻撃も行った。だが、大戦後半でインド洋におけるUボート戦隊群との度重なる戦闘や中核となる鹵獲戦艦群の老朽化で大きく戦力を消耗し、終盤は高杉艦隊に編入され、終戦後に解散した。
1. 第一戦隊
『米利蘭土』以下航空爆撃戦艦4、支援空母2（『紅鶴』『白鶴』）を基幹とし護衛巡洋艦6隻（最上級重巡2：『三隈』『熊野』、秋月級対空艦4：『夏月』『冬月』『赤月』『盛月』）、駆逐艦12隻（陽炎型6，吹雪型6）で構成。
2. 第二戦隊
『筆汁芭近』、『根婆汰』の航空制空戦艦2隻を基幹とし護衛巡洋艦1（重巡『最上』）、対空駆逐艦4（白露型4）で構成。

第一連合航空機動艦隊
インド戦に当たって高杉艦隊・坂元艦隊で編成された機動部隊。旗艦は『建御雷』。
東部太平洋艦隊（第二次大戦時）
高杉英作司令長官が率いている航空艦隊のこと。『赤城』、『加賀』、『翔鶴』等、主力空母が所属しており、事実上南雲艦隊の後世版である。建御雷登場までは『比叡』が旗艦だった。しかし大戦終盤に独潜水艦隊の飽和攻撃を受け、大損害を被った。
高杉艦隊（第三次世界大戦時）
旗艦を電子戦能力、対潜攻撃能力を上げる大改装を受けた『金剛』にして亜細亜内海のシーレーン防衛が任務になった。
坂元艦隊
坂元良馬司令長官が率いている艦隊のこと。開戦時の旗艦は『長門』。本土防衛が主任務のため、上記の艦隊と比較すると出番は少ない。マダガスカル島攻略戦において空母『瑞鷹』『雲鶴』と共に作戦参加し、日英印混成の大攻略船団の護衛の任に駆り出された。インド洋上で独ヨルムンガンドによる必殺攻撃に遭うが近代化改修で装備した電探連動噴進砲のお陰で危機を脱した。

東郷対潜護衛艦隊
アンダマン海防衛艦隊所属の対潜駆逐戦隊、旗艦は東郷兵八郎少将騎乗の航空巡洋艦「東光」。斜行航空甲板を持つ東光は対潜哨戒機『仙狩』10機程度を運用し、駆逐艦5隻を旗下に持つ。黒潮級輸送船団護衛の任につき、駆逐艦3隻と独Uボート艦隊と交戦中、駆逐艦『桐風』が雷撃に遭い撃沈された。
白銀艦隊
第三次大戦時に川崎弘が55歳以上の海軍経験者（技能によっては年齢以下でも参加可能）を募り、『持国天』（エセックス級航空母艦）を旗艦として編成した艦隊。イースター島攻略戦後に解散。
くの一部隊
第三次大戦時に編成された、その名の通り女性のみの海軍特殊部隊。新日本武尊にも部隊員がいる。なお、第二次大戦末期にはすでに前線部隊にも女性士官が配置されていた。
夜豹師団
熊谷直元帥が率いた陸軍印度派遣軍機甲師団の通称。後世戦史において、米国相手に華々しく活躍する帝国海軍と違い、中国大陸沿岸部や東南アジアなどでの後方撹乱任務や防衛活動が多かった帝国陸軍若手将兵に燻る不満解消と経験不足認識を図る目的も担っていた。
九鬼旅団
九鬼が率いる海軍旅団、『海軍陸戦隊』とは異なる独立作戦旅団として米海兵隊をお手本として創設された。第三次大戦時編成では装甲海軍歩兵一個連隊、対地攻撃ヘリ隊、工兵大隊、通信大隊、その他、野戦病院本部などがある大部隊となっている。
第一自走保塁大隊
炎王300輌を擁する囮部隊。大隊長は渡辺幸弘中佐。
渡河支援連隊
河王200輌を擁する部隊。連隊長は澤口輝幸大佐。
特別偵察潜入隊（特潜隊）
九鬼旅団創設時に設けられた、特務海兵師団に所属する特殊部隊。偵察だけでなく霍乱、破壊工作も行う。米海兵隊のフォース・リーコンに当たる。

霞部隊
千葉州作少将率いる水陸両用特殊師団（人員は5,000人程度）。空挺作戦もこなす特殊部隊であり、第三次大戦においても活躍した。第二次世界大戦時には、現地募兵による亡命ポーランド人も隊員として所属していた。
山王会
普段は句会を催したりしているが、正体は上野淳率いる大高直属の忍者部隊。複数の言語に堪能で『理性の術策』作戦ではヒトラー暗殺作戦、黄色作戦などでも活躍した。
工兵師団
第三次大戦時に編成された師団。戦災地域の復興、罹災者の救援が主な任務。
東機関
前世にも存在するが、活躍はその倍と言ってよい。指揮官は本郷義昭。
ハギス
旭日艦隊直属の諜報機関。組織系統としては上記『東機関』の下部組織相当だが、活動範囲は欧州全域。指揮官は林信吾中佐。
木霊部隊
敵無線傍受・暗号解読・偽電文作成を行う無線謀略作戦部隊。指揮官は五代厚大佐。
後世太平洋戦争初頭、南洋諸島での各作戦で情報収集や欺瞞支援など影日向に活躍したが、第二次日英同盟締結後に部隊は発展解消となり所属隊員たちは援英・遣印艦隊や陸軍電子作戦部隊に転属していった。その後『木霊』は作戦名として残るのみである。

## 艦隊・部隊（アメリカ）
新太平洋機動艦隊（リーガン艦隊）
ダッチハーバーを母港としていたリーガン提督率いる機動部隊。旗艦は大型空母『スペリオル』。
フレッチャー艦隊
フレッチャー提督率いる機動部隊。旗艦は空母『サラトガ』。トレス海峡での戦闘で駆逐艦2隻を残して壊滅。
第7艦隊（モルガン艦隊）
モルガン提督が指揮する艦隊。旗艦は戦艦『ネブラスカ』。ニューカレドニア沖で壊滅。
カリブ海艦隊
第二次パナマ運河空爆の際に急行したところに紺碧艦隊の艦隊殲滅雷撃を受けて全滅。
アルゼンチン遠征艦隊
アルゼンチン攻略の為編成された艦隊。旗艦は大型空母『コロラド』。空母10、戦艦5、その他巡洋艦、駆逐艦、輸送船を含めると100隻以上の大艦隊であったがUボートの大群による飽和攻撃の前に敗れ去った。

## 艦隊・部隊（ドイツ）
地中海艦隊
その名の通り地中海を本拠地とする艦隊。のちに『大地中海艦隊』と改称された。
紅海雷撃作戦時
戦艦『サラミス』を旗艦とし以下戦艦5、巡洋艦12、駆逐艦24隻で全艦30ノット以上の高速艦隊。しかし待ち伏せていた紺碧艦隊の前に敗れ去った。
第一機動部隊
ビスマルクII世級戦艦『ロートリンゲン』を旗艦としフォン・リヒトフォーヘン級空母3(ファルツ、ザクセン、ナッサウ)、重巡3(ゲシュライ、フォルトシッケン、ヴェルトシュメルツ)、軽巡3(フランケンタール、ロストック、オッフェンバッハ)、駆逐艦15隻で編成された機動部隊。アイスランド沖海戦で全滅。
第二機動部隊
空母『スロベニア』を旗艦とし空母6(スロベニア)、戦艦2、重巡5、駆逐艦10隻で編成された機動部隊。高杉艦隊との交戦で壊滅。
第三機動部隊
空母『ポメラニア』を旗艦とし空母4(ポメラニア、ケルンテルンなど)、戦艦3(アウグスブルク、レーゲンスブルク、リンツ)、重巡3、駆逐艦18隻(Z42、Z43、Z44、Z45、Z46、Z47、Z48、Z49、Z50、Z51、Z52、Z53、Z54、Z55、Z56、Z57、Z58、Z59)で編成された機動部隊。紺碧艦隊の飽和攻撃の前に壊滅。

第四艦隊
第二次世界大戦時
第5艦隊と共に旭日艦隊殲滅作戦の捨て駒として使われた。なお、原作では船団護衛用の小艦隊に過ぎなかったが、コミック、OVAではちゃんとした機動部隊である。確認するだけでもOVAにおける第四艦隊は駆逐艦2隻、戦艦1隻、空母2隻を持つ。第5艦隊は戦艦6隻、空母3隻、軽巡1隻を保有する。
第三次世界大戦時
戦艦『エアフォルク』以下戦艦3、巡洋艦、駆逐艦各5で構成。黒海に展開していたが新日本武尊との戦闘で壊滅。

第五艦隊
第四艦隊を参照。
バルト海艦隊
その名の通りバルト海を本拠地とする艦隊。後に『大バルト海艦隊』と改称。
第十一機動部隊
戦艦『ポツダム』を旗艦とし空母3、重巡3、軽巡3、駆逐艦15隻で編成された機動部隊。旭日前衛遊撃艦隊・第一遊撃打撃艦隊との交戦で全滅。

太平洋方面軍潜水艦隊
パタゴニア要塞を本拠地とする潜水艦隊。旗艦シンフォニー型潜水戦艦ワグナー以下ゲヴイツタア型航洋潜25隻、ブラーテン型護衛潜5隻で構成。紺碧艦隊・白銀艦隊の奇策の前に敗れ去る。
パタゴニア艦隊
戦艦、巡洋艦各5、護衛空母1、駆逐艦10で構成されるパタゴニア要塞付の水上艦隊だが紺碧艦隊の攻撃により壊滅。

## 組織・機関etc.
紺碧会
高野五十六率いる主に前世から転生した海軍士官で編成された一派。前原、大石等の他、東野源一郎をはじめとする民間人（技術者・財界人）も参加している。
青風会
大高弥三郎率いる主に前世から転生した陸軍士官で編成された一派。西郷、木戸も所属。
賢議院
貴族院に代わって設立された議会。政党の監視役を務め不正を行った衆議院議員の告発、調査を行う。議員は政党には所属せず、学識経験者から推薦されている。文部大臣は賢議院議員から選ばれる。
まほろば
大高が結成した衆議院内の統一会派。
亜細亜国連
亜細亜諸国家で構成。現世の「拡大ASEAN」に相当し、前世お題目でしかなかった『五族協和』が、名実共に有効に機能した結果の賜物と言える。
亜細亜防衛軍
蒙古決戦時に編成された。日本、東シベリア、満州、中国、蒙古軍で編成。

南洋交易株式会社
納屋南海男(なやなみお)が取締役社長を務める「株式非上場」企業、本所所在地は帝都新橋。対米開戦前に大阪堺に有限会社として起業、南洋庁からの日用品貿易受注をきっかけに徐々に業績を伸ばし、第三次世界大戦前には中岡原太郎(西海造船所総帥)、東野原一郎(泰山航空工業会長)、成重竜一郎(成重航空発動機工業社長)を筆頭株主とする、後世財界の重鎮が出資する中規模企業に発展した。
実は紺碧会とは浅からぬ縁があり、『紺碧島要塞化工事』を筆頭にマーシャル諸島日の出(ラタク)列島に点在する「帝国海軍秘密基地」全ての工事と、それらを偽装する「南洋入植実験」事業を取り仕切っている。新帝国興信所発行『会社一覧』には事業主体は「南洋開発」と届けている。紺碧会や青風会所属軍人が多数活動協力している。
南洋海洋調査株式会社
民間機に偽装した「紺碧島への連絡機」に書かれた会社。後世大戦開戦前に「紺碧島」を発見した納屋がのちに代表となった『南洋交易』の一部門。南洋交易は前世「南洋興発」もしくは『南洋拓殖』にあたる紺碧会設立の特殊会社である。

西海造船所
後世対米戦開戦前からの造船大手。『12・8計画』の要である「紺碧艦隊」各艦の建造を受注した。その後も秘匿性を要する特務潜水艦の建造(鳴門)等に携わっている。後世初の海中作業船『黒潮号』を開発実用化した会社でもある。また紺碧会・青風会への極秘資金協力も行っている。
泰山航空工業
東野源一郎が社長を勤める飛行機製作会社。東野が「転生者」という事もあり、開戦前に紺碧会に参加、後世海軍兵器廠と協力し蒼萊、電征、星電、春嵐、富士、海魔を開発。成重とは昵懇の間柄。
成重発動機工業
航空機用エンジン製造会社。輸送飛行艇「白鳳」の開発に携わる。
要塞工業
強化木材を発明した須藤博士が起業し、強化木材製品を製造・海軍特殊艦載機『閃燕』を開発した新興企業。石巻市に工場がある。
ウィトゲンシュタイン社
大連に工場を持ち、エンジンなどの製造を行っている。前世同名の哲学者との関係は不明。
五十鈴自動車
ウィトゲンシュタイン社と共に陸軍車両のエンジン製造を行っている。
五十鈴川自動車
『新』から登場した自動車メーカー。

亡命ドイツ自由政府
日本に亡命したコンラッド·フォン·ロンメルが率いる政権。第3次大戦ではロンメル自らが前線に立つことにより、ドイツ軍部隊の投降を促すことになった。
海の目（影の政府・最高法院）
世界を白人資本によって支配せんと企む秘密組織で世界大戦を引き起こした張本人。アメリカ合衆国の中枢に『寄生』し、世界中の裏表に巨大なネットワークを有しており自分達の利益のためには一国を滅ぼすことや国家元首を抹殺することもいとわない。なお、前世=現実世界にも存在している設定になっている。
グルッフ社
前世でいうクルップ社。

オカルト局
霊媒者を用いて敵位置・天候の予知を行っている機関。

## 軍事施設（要塞）

### 日本
大ミクロネシア海洋要塞
その名の通り、ミクロネシア諸島一帯をネットワーク化した紺碧艦隊を含む日本潜水艦隊の本拠地、範囲はほぼ日本委任統治領全域。後世太平洋戦争開戦前〜劈頭は『米国艦隊反攻時の要撃』を、中期〜末期は『独逸の艦隊やUボート戦隊の日本領侵攻に際しての反攻拠点』として計画された。無数にある無人島の何割かに、海底洞窟や掘削地中港を基地とした、無艦橋特呂4000型潜が数百隻が分散配備されている。
紺碧島（四三二号島、ヌク・アク島）
委任統治領であったマーシャル諸島ラタック列島某所に存在する紺碧艦隊の本拠地。東西22km、南北9.5km、周囲約50kmの無人島、地図には記載されていない。軍事施設（ドック・発電所・運河）は地下に秘匿されており、上空からの発見はまず無理である。後に艦隊乗組員の家族が移住し、「大陽村」が建設された。また、毎年大晦日には『紅白演芸大会』（チーム分けされておらず、宴会芸・漫才・楽器演奏を行う）が開催されている。
ミドリ島（一八八号島）
地下に須佐之男号用の地下港がある島。ちなみに『ミドリ』とは納屋『碧』からきており、表向きの所有者は彼女の名義になっている。
旭島（二一五号島）
新日本武尊の秘密基地が地下にある島。
富士島（三七七号島）
空中戦艦『富士』専用の大型飛行艇用航空基地機能を持つ島。後に日本武尊乗員の家族が移住した。
新日本島（しんやまととう）
第三次大戦後に新日本武尊が秘匿された島。

朝日島
インド洋制海権維持のためラカディブ諸島の無人島に設置された紺碧艦隊支援基地。千島列島の『宇志知島』同様、狭い水道が湾を外洋と区切っている
印度南方要塞
インド半島南端及びセイロン島で構成された要塞地帯。印度戦線においての反攻拠点となった。その中にあるコーチンは紅玉艦隊の母港であり旭日港の後方支援基地としての役割を担っている。
旭日港
トリスタン・ダ・クーナ島に建設された中継基地。海洋レンズの原理を応用した南北1km、東西1.5kmにもおよぶ巨大人工港湾である。対独戦の戦況悪化から、第二次大戦終盤で放棄される。
イーサ泊地
アイスランド北西端「イーサフィヨルズル」に置かれた旭日艦隊援英本拠地。基地は対空要塞であり低空、中空、高空の三段構えで敵機を邀撃する。第三次大戦でも日本海軍の中継基地として使用された。海岸露天風呂『旭日湯』（コミック・OVAでは日本湯（やまとゆ））が名物。
照和基地
表向きは南極での観測基地だが正体は紺碧艦隊の補給基地。位置は現世の昭和基地と同じ。
大泊秘密地中港
日本領であった樺太を割譲して建国された『東方エルサレム共和国』の真岡〜豊原以南を300年間租借する事で得た、日本の一大軍需地域内の最極秘施設、前世『大泊町』に当たる。秘匿艦隊である『紺碧艦隊』全艦の一次改修を行った。超潜『須佐之男号』を建造した「旅順秘密ドック（二〇三高地の真下に建設）」や、藪艦隊の訓練などに使われた「真珠湾地中港」を上回る機密施設と言える。これに並ぶ重要軍港は『新日本武尊』の母港となった「室蘭地中ドック」である。
陸奥湾要塞
その名の通り大湊を中心に陸奥湾一体を要塞化したもの。『建御雷』の母港である。
下北運河
その名の通り下北半島に建設された運河。

土浦航空基地
蒼莱制空隊が初めて配備され、富士が出撃した海軍基地。前世『土浦海軍航空隊』の所属基地である
琵琶湖基地
当初の白鳳の母港。
佐渡島航空基地
ヨルムンガンドによる本土攻撃の際、ここに駐屯していた噴式蒼莱が一隊を全滅させた。
旭基地
サンダストローム島沖の卓状氷山に建設された基地。『旭日の艦隊』終盤での旭日艦隊反攻の拠点となった。

### 連合国
パナマ運河要塞
二度の日本海軍（紺碧艦隊）の攻撃に懲りた米国が、その名の通りパナマ運河一帯を要塞化したもの。
第2パナマ運河
照和21年に完成した地下運河。従来のパナマ運河が日本海軍の弦月作戦で完全破壊されたため、急遽大増員を掛けて建設された。10万トン級タンカーも回航可能な地下閘門式である。

カリフォルニア湾岸要塞
カリフォルニア湾沿岸に建設された要塞地帯。その中の一つであった、メキシコ領アンヘル・デ・ラ・グアルダ島に秘密裏に米国が建設した原子爆弾開発研究施設が独UX99号により破壊され、その放射能汚染被害によりメキシコとの関係悪化を招く事となった。
カリブ海要塞
主にドイツの米本土侵攻を想定して建設された一大泊地。
クリーヴランド丘陵要塞
北海側に突き出た要塞。南東部に艦砲並みの大きさで、射程40kmを誇る秘密砲台「アーサー砲」がある。
ウェールズ要塞
ブレスト条約で開城した堅城。
ウラル要塞
スターリン率いるソ連軍が立て篭もった要塞。独軍の猛攻で陥落した。

### ドイツ
ジブラルタル要塞
その名の通り、ジブラルタル海峡両岸の要塞地帯。日本海軍の前にはほぼ無意味の要塞だった。
ヘラクレス砲台
対艦用砲台。旭日艦隊別働隊である八咫烏を旗艦とした『囮艦隊』の返り討ちに遭い破壊された

ヒトラー砲台
フランス・アルトワ丘陵に建設された秘匿要塞砲台群。ヒトラー砲・ゲルマン砲によって英本土を砲撃していたが、心臓作戦の際に日本武尊の噴進弾攻撃で破壊された。
アルプス南方要塞
ホルス16の発進基地。本来は巨大な核シェルター施設として造られた。『理性の術策』作戦の際、日本軍の噴進弾攻撃で発進基地一帯は破壊された。
ギニア要塞
ギニア沿岸に建設された要塞。
パタゴニア要塞（ハインリッヒ・フィヨルド要塞）
南米大陸南端に建設された要塞。チリ・ブランズウィックUボート基地を中心にドレイク海峡を実質封鎖し、南米南端航路を日本海軍が回航できないようにしていた。
南極要塞
南極半島に建設された要塞。
エチオピア要塞
エチオピアの地形を生かした難攻不落の大要塞。
アカバ湾要塞
200隻以上の潜水艦がある紅海の地下要塞。新日本武尊によって破壊される。

## 戦略計画
オレンジ計画
前世同様米国が策謀した『対日交戦』計画案。事前に大統領命令による作戦行動実施が告げられ、主要艦隊は日米開戦前にハワイ真珠湾から出港していたため港湾には補助艦艇しか残ってなかった。
一二・八計画
『潜水艦隊決戦思考』によるハワイ侵攻・パナマ攻略作戦計画。表向きは艦隊決戦思考による真珠湾停泊の米太平洋艦隊撃破を目指しているとされた。
太極計画
今次大戦をもって、『世界大戦』などが起こりにくい世界に作り替えるという、遠大な大戦略。密かに保護した要人を用いて独ソの政治構造を改変する『トリセストロイ（三姉妹）計画』や『石油依存による大量消費社会の成立阻止』『核の軍事使用阻止』を目指す計画などが含まれている
デビル計画
『ドゥーエ戦略爆撃理論』に基づく、一千機のB32を用いての日本本土焦土化計画。核攻撃も含まれていたとされる。日本が打った『多重中心国家』政策と自国領の割譲による『東エルサレム共和国建国』により計画は破棄されたものと思われる。
千夜一夜計画
独による中東侵攻計画。

## 軍事作戦・事件

### 第二次世界大戦
ハワイ攻略作戦（照和16年12月7日～12月9日）
前世同様、12月8日に行われた作戦。主目的は、米太平洋艦隊の殲滅とハワイ諸島の攻略。
パナマ運河攻撃
第一次攻撃（照和17年1月13日）
第二次攻撃（照和19年11月：弦月作戦の一環）
日本本土初空襲（照和17年4月18日）
米超爆B30による本土空襲。前世とは逆コースであった。
天元作戦（照和17年5月16日）
ダッチハーバー攻撃・リーガン艦隊撃破作戦。前世『ミッドウェー海戦の敗因』を撒き餌に使い、米新鋭艦隊の誘き出しに成功した。
星条旗作戦
米海軍一大反攻作戦、「東太平洋上において日本艦隊を待ち受け、航空戦力を持って殲滅する」とされた。海軍D暗号解読により繰り上げ実施された。

サモア攻略戦（照和17年9月13日）
パプアニューギニア攻略の支作戦。海軍特殊部隊の奇襲によりサモワ陥落。前世、立案されながらミッドウェー大敗北で実施されなかった「FS作戦」に相当。
作戦『乱』（照和17年11月～照和18年）
「パプアニューギニア攻略・豪州侵攻」大作戦、と見せ掛けた陸海合同の大謀略作戦。
マッカーサー軍攻略の奇計『虎』、ガ島への第23水雷戦隊の長駆夜襲戦、タスマン海の制空権確保・ハワイ-サモワ-クリスマス島の哨戒ライン形成作戦『塔』までを含む。
トレス海峡海戦（照和17年11月29日）
フレッチャー艦隊殲滅・トレス海峡封鎖。封鎖を完璧にするためさらに廃船を沈め、特殊海兵隊により沈没した米艦艇のみならず廃船も回収不可能なように破壊させた。トレス海峡封鎖作戦の方は敵制空権下で実施したため少なくない被害を出している。
FN作戦（照和18年2月8日）
モルガン艦隊殲滅・豪州完全封鎖作戦。軍令部では「シドニーに立て籠もるモルガン艦隊誘き出し、及びフィジー・ニューカレドニア攻略」として作戦立案し、情報をリークさせた。
クリスマス島攻略戦（照和18年2月11日）
作戦『塔』の仕上げとなるクリスマス島米軍基地殲滅作戦。米B32特殊襲撃機の奇襲により帝国海軍に多大な損害を与えられたものの、返り討ちを果たして作戦を成功させた。

ブリッツクリーク作戦（照和18年6月～照和20年）
独軍によるモスクワ攻略作戦。後世『バルバロッサ作戦（照和16年6月～照和18年5月）』までの対ソ攻略戦に引き続き行われた。この後世電撃戦によりソ連はウラル以西の領土を失った。
白瀬計画（照和19年〜）
紺碧艦隊用の南極半島補給基地設営計画。南極気象などの観測基地として偽装された。
作戦『和』（照和19年10月19日）
紺碧艦隊独自の陽動作戦、弦月作戦の支作戦。米首脳部への心理効果、米国民の厭戦ムード醸成が目的であった。
弦月作戦（照和19年11月10日）
ロスアラモス原爆研究所破壊作戦。陽動として、高杉艦隊・紺碧艦隊合同の第二次パナマ運河攻撃、紅玉艦隊別働隊によるサンジェゴ軍事施設攻撃を含む。
天極作戦（照和19年9月10日）
英空軍の陽動支援によるニュルンベルク原爆工場破壊作戦。本作戦を成功させるために英空軍が払った代償は大きかったが、（本作戦成功が）日英同盟正式締結を決定づけたと言える。
ヨルムンガンドによる空襲（照和20年12月6日）
ゲーリングの強行による、対日渡洋爆撃。鉄壁の本土防空網の前に全30機の決死隊は一機を除き全て撃墜された。
マダガスカル島攻防戦（照和20年～照和21年）
インド洋制海権確保と印度亜大陸防衛のための、日英印混成軍によるマ島奪回作戦。独逸側の思惑通り完全攻略に手間取り、20万の将兵が長期間マ島に釘付けにされた
ナポレオン作戦（印度攻略作戦）（照和21年〜）
独第三帝国による4B鉄道完成〜印度征服までを含む大作戦。中東の権益確保の引き替えとしてマダガスカル島を見捨てた。
心臓作戦（照和21年1月末～2月7日）
旭日艦隊による独本土攻撃・ヒトラー砲台破壊作戦。『独裁国家の心理面に対する攻撃』が最大目的であった。下記作戦との両面戦である。
シンドバット作戦（紅海雷撃作戦）（照和21年2月）
紺碧艦隊による独主力艦隊殲滅作戦。上記作戦と連動している。

龍宮作戦（照和21年6月～）
米聖域近海（太平洋沿岸〜メキシコ半島沖）に侵出しての長期諜報・牽制作戦。独砲撃潜の拿捕以外の華々しい戦果はないが、対米諜報には必要不可欠な長期作戦であった。作戦は対米和睦締結まで実施されていた。
NC作戦（照和21年8月14～15日）
旭日艦隊によるコタンカン半島列車砲破壊作戦
トド作戦（照和22年8月15日～）
独軍英本土上陸作戦とその前哨戦である後世『バトル・オブ・ブリテン』を含む大攻略作戦。日英連合軍の痛撃に激怒したヒ総統の勅命により大幅に決行が早まったが、英国情報部や参謀本部は作戦決行を同年末と見ていたため、十分な要撃体制を取る事が出来ず、ほぼ無抵抗に近い惨状となった。当作戦実施は印度駐留英軍にも多大な影響を及ぼし、独機甲師団が呼応して南進を始めると中々反撃出来ないほどの士気低下をもたらした。

ヴァィキング作戦（照和23年）
日英協力の反攻戦、ブレスト制圧・独軍牽制作戦
ニルバーナ作戦
日本側呼称は「北極の風」作戦。ブルターニュ上陸・カンダラクシャ秘密基地破壊作戦
（米軍発案。前者が本来の目的で後者は実質的陽動+旭日艦隊の排除を目論んでいた）
『理性の術策』作戦（照和23年7月）
自爆原子炉潜航潜『ホズ』拿捕（送り狼作戦）・ヒトラー要塞襲撃作戦（烏天狗作戦）。「ニルバーナ作戦」そのものの意味を失わせる戦略であった。

琵琶州大震災（照和24年1月16日）
作中に盛り込まれた切っ掛けは、阪神・淡路大震災発生である。（前世1946年の和歌山県潮岬沖南海地震-昭和南海地震-についての記述もある）
吉良邸討ち入り作戦（照和24年10月7～9日）
旭日艦隊による独軍英北部侵攻阻止作戦
月の兎撃ち作戦
独軍英北部制圧作戦

アイスランド沖海戦（照和24年12月9～10日）
独重爆隊・機動部隊迎撃戦闘
赤道大海戦（照和25年）
南米大陸を巡っての連合軍・独軍の大規模な戦闘、戦術的には連合国の勝利。
蒙古決戦（照和25年7月、8月）
地上戦における連合国・第三帝国の最終戦
マスカット講和会議（照和25年）
オマーン・マスカットでの連合国・第三帝国間での休戦講和会議

### 第三次世界大戦
赫一号作戦（照和28年）
紅海沿岸独軍施設破壊作戦
黄色作戦（照和28年）
タヒチ諸島解放作戦
ペンギン作戦（照和28年）
南極大陸独核施設破壊作戦
カルピス作戦（照和29年）
カスピ海突破作戦
プフェールデツァウン（馬の柵）作戦（照和30年）
フリッグ爆撃隊による連合軍機甲部隊への攻撃
ハネムーン作戦
スカンジアビナ半島解放作戦

## 戦術
魚雷戦術『G7』
紺碧艦隊の基本戦術。G7魚雷で敵のソナーを無効化、混乱させている間に六二魚雷（ないしは五三魚雷）で攻撃する。
G7スペシャル
G7の改良版。

戦術F
紺碧艦隊改装後の新戦術。噴進弾を発射し敵艦隊を混乱させた後、距離を詰めて魚雷を一斉発射する。
作戦二二二
潜水艦拿捕戦術。敵潜のシュノーケルに錯乱ガスボンベを仕掛け、浮上したところで捕獲する。
戦術8
ホルス16襲撃時に日本武尊が行った戦術。高角砲群で弾幕回廊を造り、その中に敵機を引き込んで主砲から放ったロ号弾で粉砕する。対空砲や主砲などの息が合わないと上手く出来ない難しい技でもある。
戦術Z
白鳳の自衛戦術。敵迎撃機を500m程度まで引き付けた所で推進力を弱めて減速し、更に水中翼を展開した状態で後方へ回避して敵迎撃機に追い越させ後方から機銃及び噴進弾を浴びせて撃墜する。
鉄雨戦術
航空機から新襲弾を浴びせる戦術。対地攻撃・重爆撃機迎撃用。
火遁の術 油地獄
敵の港を油に引火した炎で照らし、それを目印として航空部隊が襲いかかる。逃げ出した敵も待ちかまえていた艦艇や海底魚雷で仕留めるというもの。原作・コミックでは敵空母、貯油施設に特潜隊員を使った破壊工作を行って目印を作っているが、OVAでは亀天号から発射された油槽魚雷を使っている。

## 弾薬類（日本）

### 水雷
六二式酸素魚雷（五三式酸素魚雷）
潜水艦搭載用酸素魚雷。前世帝国海軍『九三式魚雷』の改良大型版で、磁気感知信管に加え敵艦の機関音に反応する初期的音響誘導魚雷である。後世第二次世界大戦でのいわゆる通常魚雷で有線式などバリエーションも多い。数字は発射管の口径（サンチ）。六二式は大型のため、比較的艦体の小型なア号潜などは搭載スペースの問題から五三式を使う。
六二式水素魚雷
第三次世界大戦での主力で六二式酸素魚雷の改良版。水素が燃料のためさらに射程・威力が上がった。
対潜用六二式
火薬を減らし、その分航続距離や誘導性能を高めた対潜用有線魚雷。なお六二式酸素魚雷とは別物で電気魚雷である。

鮪火
第三次世界大戦で使用された新型水素魚雷。射程最高80kmで無航跡、駆逐艦を1発で撃破する高威力。
九九（ハク）式酸素魚雷（百引く一だから白=ハク）
『六二式酸素魚雷』の水上艦用。口径は62cmで音響、磁気誘導能力も持っている。
鯱矛（しゃちほこ）-2
原作で東光が使用した対潜魚雷。駆逐戦隊が用いていた対艦攻撃用誘導魚雷を対潜用に改良したモノ。深海（100m超）に潜む敵潜駆逐用に駆走体が強化改良されている。
陶III型魚雷
外殻は特殊セラミックで割れやすく、目標に命中すると内部の劣化ウラン製の銛弾が発射される。銛は発信装置から音波を発するようになっており、六二式を一点に集中させる。有線誘導で頭部に水中カメラがある。
G7魚雷
魚雷の炸薬の代わりに大型の空気室を設けた欺瞞戦術用魚雷。設定距離を駛走後、駆走体側面に多数設けられた排気弁から海中に圧縮空気を噴射し海面に大量の気泡を発生、自艦の位置を騙したり、騒音で敵ソナーを無効化することができる。紺碧艦隊独自の戦術魚雷、六二及び五三サンチ型がある
G8魚雷
第三次世界大戦で使用されたG7魚雷の新型。メタンハイドレートを用いた気泡を使い敵魚雷から味方水上艦を守るために使う。
奇想魚雷『火遁』（油槽魚雷）
『火遁の術 油地獄』用魚雷。気泡ではなく油ないし低音引火燃料を海中に噴射する。
海遊
有線式偵察魚雷。設定距離駛走後、海面に浮上し無線傍受や写真撮影を行う。母艦からの信号で回収するか自沈させるかが選択可能。コミック版、OVA版でのベースは音通魚雷。
音響魚雷
有線魚雷を改造した音楽や音声で敵を威嚇、警告する魚雷。独潜への心理攻撃では有効に機能した。
漫画魚雷
水上でマストから出した風刺漫画を敵に見せる挑発用魚雷。入江大佐と若手クルーが暇つぶしに考えていたものが元になっている。

音通魚雷
艦船間での音波通信用の魚雷、紺碧艦隊専用。艦隊展開距離が水中音通機『音通八号』が使える範囲を超えた場合、符丁により各艦への指示を与えるために用いられる。司令艦から発射後、一定距離駛走ののち浮上し内蔵アンテナを立てて電信を発信、その後自沈する。
真田虫魚雷
新日本武尊の使う対潜魚雷で、敵艦のスクリューにワイヤーを引っ掛けて破壊する。
五式航空魚雷
速力50ノット・航続距離15,000mの性能を持つ航空魚雷。前世『九四式酸素魚雷1型』を上回り、水雷艦用『九三式酸素魚雷1型』並みの長槍空雷である。
磁気音響併用誘導魚雷エ - 1（エラブ）
仙狩の装備する対潜用航空魚雷、動力は蓄電池式。海面着水後、目標深度までは自重で沈下し、目標の近くまで接近すると磁気・音響探知器によって自動起動し電気推進で駛走・命中する。
小判鮫魚雷
対潜破壊用ではなく、目印取付用。コミックとOVAでは目印取り付け方法が異なっている。

海底魚雷
沈底感応機雷の一種。作戦により磁気・音響など『起動方法』を選択、通常魚雷だけでなくG7魚雷も交ぜることが出来る。帝国海軍艦艇の気化弾と並んで重宝されている武器。マダガスカル島攻略戦において、魚雷管発射タイプが実戦使用されている。
六二子持ち魚雷
海底魚雷を使った米モルガン艦隊殲滅の謀計が成功した事により開発された、クラスター式海底魚雷。沈底式の感知子魚雷は小振りなため航走距離は短いが、港湾封鎖作戦などに威力を発揮、破壊力は魚雷艇クラスに有効。『海底魚雷』と同じく混載可能。
尚武機雷
嚇一号作戦の前哨戦において新日本武尊が使用。
海坊主
第三次世界大戦対応の新型海底魚雷。酸素ではなく水素魚雷。

蛸雷（しょうらい）
浮遊機雷の一種だが、目標が近づくと自動で目標に命中する。
蛸雷二号
蛸雷より小型だが高威力のため、スクリューを破壊することに使われた。
海兎
録音された推進音を放射する欺瞞機雷。

### 砲弾・爆弾
燦式弾（新三式弾・殲滅弾・三八弾）
前世『三式弾』の再評価を元に開発され、天元作戦で初めて使用された新思考の対空用気化弾。以後改良が重ねられロ号弾へと繋がった。
ロ号弾
燦式弾の改良版気化弾。I型は日本武尊の砲弾用。II型は航空機搭載用の爆弾になっている。

対潜攻撃弾
対潜駆逐戦隊旗艦、航空巡洋戦艦『東光』が使用した特殊砲弾。『九一式徹甲弾』などのように海面突入後に方向を転じることなく海底目掛けて突進するように工夫された砲弾で、水圧信管と衝撃信管の二段構えで敵潜に致命的なダメージを与える事が出来た。
滑走路破壊弾
読んで字の如し滑走路を破壊するクラスター爆弾・砲弾の事。
時雨弾
クリスマス島攻撃で比叡が使用した滑走路破壊弾。弾頭は成形炸薬弾頭と通常炸薬弾頭の2段式。一段目の成形炸薬弾頭で滑走路に穴を空け、そこに通常弾頭を落として穴を大きくする仕組み。前世秘匿兵器タ弾（もしくは桜弾と呼称）の後世版。
襲弾
旭日艦隊前衛遊撃艦隊がジブラルタル要塞攻撃に使用した滑走路破壊爆弾。遅発時限信管型も混ぜて投下されたため、襲撃後の補修作業を困難にした。
新襲弾
殲鬼がアース迎撃で使用。

投網弾
敵潜に目標ブイ付の網を引っ掛ける爆弾。海面着水前に炸裂し、収められた投網を広げるようになっている。
N弾
対戦車用。地雷原開削用のワイヤー弾から派生したもので、爆薬付の網を引っ掛けて爆発させて敵戦車の砲身を曲げ、使用不能にする。

マ式豆爆雷
受動的防御である『無線発火式機雷→魚雷迎撃爆雷（クラスター型・近接信管無線連動式）」から方針転換、能動的防御思想へと発展してきた、日本海軍の対魚雷防御装備。『マ式豆爆雷機関砲』から投射されると、砲身内のライフリングによって推進力を得て、水面下8〜10メートルを突進、時限信管により敵魚雷前面で炸裂し『水圧衝撃』の防御壁を形成、敵雷撃を無効化する一種の『水中弾』でもある。日英同盟復活後、対Uボート対策装備として開発された。
八式徹甲弾・粘着榴弾
105mm砲弾。
スーパーHESH
コンクリート陣地攻撃用粘着榴弾。

幻火
成形炸薬弾を用いた対戦車地雷。

### 誘導弾
ワ式噴進弾
大戦初期に登場した無線誘導式有翼空対空ミサイル、原作とOVAのみ登場。訓練用の無線式標的機からの技術転用から産まれた「初歩的誘導兵器」だが、当時の空対空戦闘は接近しての機銃攻撃（前世海軍機で弾道集中点は前方200m）が中心だったため、敵機近接での無線爆破方式とはいえ遠距離攻撃が出来ることはかなりの強みとなった。「ワ式」とは『ワルター・ロケット』の略。搭載機は仙空。
ン式改無線誘導噴進弾
白鳳に装備された初歩的な無線誘導式空対空ミサイル、対地攻撃用である『ン式弾』の対空改修型。全長が大幅に短縮されたため射程は15kmにまで減ってしまったが、近接信管を用い弾頭に20mm機銃弾を仕込んでおり、炸裂時に目標に散布され破壊する。一度に一発しか誘導出来ないのが欠点。
烈火
電征Xが装備している熱誘導の空対空ミサイル。
鳳式噴進弾
日の丸戦略空軍のB29に装備されている空対空ミサイル。
炎蛇
鏡龍が装備している噴進弾。

紅蛇
第三次大戦で使用された陸軍歩兵用対空携帯噴進弾。射程1,000mぐらいだが熱線追尾装置がついており、命中精度が高く軽量。白銀艦隊旗艦の持国天にも配備されている。
雷蛇
第三次大戦で使用された二人がかりで発射する大型の閃光ミサイル。
鳥蛇
同じく第三次大戦で使用された車載式地対空ミサイル。
ン式弾
米利蘭土型航空戦艦・利根型対空巡が主に沿岸攻撃用として使用する艦対地ミサイル。射程は150km以上。
TY爆弾
空中戦艦『富士』のみ運搬可能な、超特大の誘導爆弾。爆弾重量は15トンと、前世英『グランドスラム』を上回る。『TY』とは開発者である山内大介のイニシャル。
ギ式誘導噴進弾
対レーダーミサイル。コミック版『旭日』オリジナル兵器。逆探誘導装置を積み、独軍レーダー施設を無力化するのに用いられた。
空雷
航空機から発射される空中機雷。ブースターと弾頭の2段式。OVAではTY爆弾の進化したものだという事が明かされている。
対空用空雷
敵爆撃機の予想進路に発射し、敷設点でパラシュートを開いて敵機を待ち、接近すると赤外線探知で弾頭のエンジンが点火して目標に命中する。
対艦用空雷
敵艦を沈める威力は無いが機関・飛行甲板にダメージを与えられる。目標までパラグライダー方式で接近する。OVAではパラシュートではなく制動板を使っていた。
震雷
空母攻撃専用の空雷。振動地雷であり空母としての機能だけを奪い去る。
無線操縦式空雷
アースとの戦いで雷華が使用した大型空雷。

霹靂
航空機用対戦車ミサイル。コミック版『旭日』オリジナル兵器。
猟火
熱誘導式空対艦ミサイル。弾頭は気化弾頭と飛行甲板破壊用弾頭がある。OVAでは空母クラスの装甲を破る威力をもつミサイルで弾頭も炸薬弾頭だった。
7式滑空弾（J爆弾）
水力学の応用で海中に投下するとJ字状に曲がって進む爆弾。本来は水中弾のような対艦用として作られたが、カンダラクシャ秘密基地破壊作戦の際に敵基地全てが地下化されており唯一攻撃可能な開口部が海面下にあったためこの爆弾が使われた。
偽V4号弾
独軍の陸上部隊の標準装備であるV4号弾の偽物。外見もそっくりだが中身は全く違い、気化弾で電波誘導。

### 火砲類
八式57ミリ機関砲
蒼莱の主砲。一撃で敵重爆に大穴をあける事ができる。機関部を含む全長は3mを超える。前世試作された大口径航空機関砲『ホ401』か『ホ402』に相当する。なお、『八』とは『八咫烏』の事。
ア一号ロケット砲
開発当初に蒼莱に搭載が予定されていたロケット砲、懸架式で1機につき2門を搭載する。鉱石式の熱反応式近接信管の使用を想定、発射後の推進安定に耐熱合金製ケーブルを用いた機械式安定舵を使用する計画だった。
七型30mm機関砲
電征I型から装備された航空機用30mm機関砲。『七』とは七福神から。
チ-9型
白鳳に装備された20mm機銃。有効射程は500m以上。照準方式は光学+レーザー測距方式。なお原作では直接搭乗員が操作する方式である。
ガ式機関砲
嵐龍が装備する20mm3連式ガトリング砲。
橿（きょう）式機関砲
電征64甲型が装備する20mm6連式ガトリング砲。『理性の術策』作戦の際に尊氏に拾われたF12Fが12.7mm機銃からこのガトリング砲に換装している。
マ式豆爆雷機関砲
『マ式豆爆雷』を連続投射する『対潜迫撃砲』の一種、対魚雷防御装備。前世戦後装備である『ウェポン・アルファ』に発想は似ているが、爆雷自身に推進機構は無い。
投射力は毎分36発、魚雷要撃距離は150〜250mほどである。聴音からの情報を得て機関砲砲手が各個に要撃を行う。東郷対潜駆逐戦隊旗艦『東光』がセイロン島沖の独群狼潜隊との交戦で実戦初使用された。以後、日本海軍の大型艦には改装時などに併せ軒並み装備されるようになった。
蘭式高射砲
印度戦線において対戦車攻撃に使用された高射砲。設計・運用思想は『8.8 cm FlaK 18/36/37』と同一である。
毘式105mm戦車砲
蒙虎の主砲。前世『試製十糎戦車砲(長)』に相当する大口径長砲身戦車砲である。
鉄槌砲
蒙古決戦で使用された奇想兵器。高射砲に似た形状の砲で、弾の後部に信管がついており地雷として使われる。
吽式機銃
日の丸戦略空軍のB29が装備している新型航空機用12.7mm機銃。初速、発射速度、射程すべてにおいて抜群の性能。いったん照準器に捉えられた敵機は人工頭脳に記憶され、自動的に追尾される。

## 弾薬類（ドイツ）

### 水雷類
大王魚雷
カール大帝号の装備している核魚雷。大きさは小型潜航艇並みのため甲板前後合わせて2発しか装備できないが、威力は米軍の沿岸艦隊を一発で全滅させるほどの超威力を持つ。時限式で攻撃時には技術者が内部に入って時限装置をセットしなければいけない。原作唯一の実戦使用核兵器の一つ。
GL21
第2次大戦で使用された長魚雷。
LTF9b ナーゲル
潜水艦や雷撃機フェンリル99が使用する、航続距離18,000m・速力60ノットを誇る長魚雷。
アルシュ
カール大帝号の装備している核機雷。威力もかなりあり追跡してきた富嶽号を追い払った。
E弾
コミック版でレヴィアタンが使用した電磁推進魚雷。ただし射程は短い。

### 誘導弾・爆弾
BV398-C1
チュール、ホルス16が装備する空対空ミサイル。
BV398-C2
マグニ専用の空対地ミサイル。最高時速700km/h、航続距離5km。
フィーゼラー Fi-103-B
前世『V-1』有翼飛行弾を無線操縦式に改良したもの。日英印協同の『マダガスカル島攻略戦』に於て配備が始まったばかりのヨルムンガンドから「対艦攻撃用」として長門に投下されたが、母機が対空噴進砲で破壊されたため、危うく難を逃れた。
ヘンシェルHs.293 F-0
前世では世界史上初の「実戦使用された誘導弾」の後世版で、撃ちっ放し可能な熱線探知式誘導弾。マダガスカル島の独哨戒機が潜揚901潜に向かって当弾を放った。
アリガートァ
水中発射式ミサイル。
V4号弾
戦術用対地ミサイル。ホルス16の基地を破壊する際にこのレプリカが使用された。コミックでの外観はV1号弾と変わらなかった。
グナー
V1号、V2号の中間とも言うべき空対地ミサイル。エンジン熱誘導方式で着弾時には弾頭が広範囲に散布される。
親子爆弾
トリスタン・ダ・クーナ島での戦闘でアースが使用したクラスター爆弾。これにより艦艇のソナーを無効化し潜水艦隊の接近を援けた。

### 火砲類
ブリッツ・カノーネ（稲妻砲）
UX-99型砲撃潜が装備する15cm速射連装砲。8発/分以上という速射に耐えるため砲身はチタン系合金製。
MK108
ベー195が装備する30mm機関砲。その特徴的な作動音から「杭打ち機」とよばれている。
ヴィルト・ファング（おてんば娘）
航空機搭載20mm機銃。命中精度が高く、故障も少ない。
パンツァーメフィスト
後世第三次世界大戦後半からパンツァーファウストに代わって投入された携帯式対戦車用無反動砲。

## 通信・電子機器関連
信玄型電算機
日本が開戦前に発明した初期型のコンピュータ。ENIAC級である。
トト型大型電算機
後半で登場するコンピュータ。
ト式射撃管制器
第2次大戦初期から使用された射撃照準器。『ト』とは因幡の白兎から。
レ式射撃管制器
第3次大戦開戦時から使用されたレーザー式射撃照準器。

KMX磁気探知機
航空機搭載型対潜磁気探知機。
KMX-I
仙空が装備。
KMX-III
仙狩が装備。
KMX-V
仙狩改が装備。

音通八号
第2次大戦初期から潜水艦で使われていた音波通信装置。
S&Lネットワークシステム
印度戦線後半で初めて使われた広域長距離通信ネットワーク網。Sとは艦隊 (Ships)、Lとは地上部隊 (Land's) のこと。
印度亜大陸東方沖に展開した『建御雷』と帝都大本営を中継網を使い結んだ。
E49-2
晦天上陸艇が装備する逆探。
E67
艦船用逆探。
E68
航空機用逆探。
天眼
航跡測定式潜水艦探知機。仙狩改が装備。
天眼V
新日本武尊搭載の射撃用レーダー。
機鴎
第3次大戦から使用された偵察用鴎型ロボット。
上記以外にも、OVAに曳航式のソナー・デコイなども登場している。

## 暗号
乙暗号
前世米国の暗号解読技術能力の高さを反省し、後世太平洋戦争開戦前から準備された日本帝国の新暗号体系で最上位に当たる。
『T語法（ツツイ・システム）』を習得した暗号担当士官により「反復率均等」文に翻訳され発信される暗号文のうち、上級将兵以上の閲覧が許されているものである。
紺碧会及び青風会所属の将校、東機関などの諜報部員は下記以下の暗号方式を用いる事となっている。
鷹暗号（函数暗号）
紺碧艦隊専用の暗号システム。開戦当初も前世『九七式印字機』に似た機械式暗号を用いていた帝国海軍と違い、イロハ式の打鍵換字と無限乱数法を採用した独自の暗号作成器を製造、本土軍令部と艦隊旗艦との連絡などに用いられた。解読には当初から電算機を用いていた。
岩波暗号（波暗号）
解読に岩波文庫を使用した暗号。第2次世界大戦時は参謀長以上の最高指揮官しか解読出来なかったが、後述する照暗号の登場で部門長にも解読できる事となった。
照暗号
大高が執筆した『照和遊撃隊』を鍵にした暗号。解読は最高指揮官クラス。

色彩暗号
西恭之が開発した暗号。色彩の明暗、色の度合いが暗号になっている。
円周率暗号
文字通り円周率を利用した暗号。後世日本はコンピュータ技術が発達しており、円周率の計算も世界のトップレベルのためこういった方法を使うことができる。
彦暗号
諺を鍵にした鍵式暗号。

## 技術
海洋レンズ
波力発電の研究から派生した水上機発着用静水面を作り出す仕掛け。旭日港はこれを応用して作られた。
強化木材
閃燕に使われている特殊な木材。木材を電子レンジで水分を抜きながら高圧縮させ、そのなかに人工樹脂を浸透させて極めて金属に匹敵する強度を持つ木材とする。要塞工業株式会社の須藤博士が発明した。鎗鯨に使われている強化合板もこれによって造られていると推測される。
充填材
日本武尊、八咫烏が被弾区画に入れる詰物。樹脂系。

## 航空機用エンジン

### 日本

#### レシプロ
東式梅型
蒼莱の過給器付レシプロエンジン。
久遠-28
雷華、雷隼が装備するレシプロエンジン。出力は2,100馬力。

#### ターボフロップ
鷹式
電征、仙空が原作初期に装備したターボフロップエンジン。スペースを取らない「遠心式」ジェットとみられる。
一石発動機
一石博士（後世アインシュタイン）が開発協力した航空機用ターボフロップ式ワルター機関。『空中戦艦 富士』以外への転用も模索されていたが、「第二次日英同盟」締結により航空燃料が手に入り易くなったため、改良や後継エンジン開発は無くなってしまった。
火流-24
20の圧縮機段数を減らしたターボフロップエンジン。装備機は海神、閃燕、雷神。推力は1,060kg。
火流-25
雲電が装備するターボフロップエンジン。推力は950kg。
火流-26
仙狩改が装備するターボフロップエンジン。推力は2,150kg。

#### ジェット
ふ-11
噴式春嵐が装備するジェットエンジン。
ネ-530
桜花が装備する、後世日本初の本格的ジェットエンジン。前世、敗戦により設計段階で終ってしまった『ネ-20改』に相当する後世エンジン技術に英国の技術協力を得て開発したものと思われる。コミック版での形状はデハビランド ゴブリンに類似。
火流シリーズ
火流-20
神光、光武、天鬼が装備するジェットエンジン。一基あたりの推力は1,620kg。
火流改-22
電征64型が装備するジェットエンジン。推力は1,820kg。
火流-32
闇鷹が装備するジェットエンジン。推力は1,370kg。

炎流シリーズ
炎流-22
稲妻が装備するジェットエンジン。推力は1,970kg。
炎流-41
征空が装備するジェットエンジン。推力は6,226kg。

成-21
白鳳が装備するジェットエンジン。英「ロールスロイス」社の技術協力により完成。推力は2,500kg。

#### ラムジェット
衝波-99
征空が装備するラムジェットエンジン。推力はおよそ9,972kg。

### ドイツ
BMW製
028-B
アースが装備するワルタージェットエンジン。推力は1,800kg。
039
ラウフェイが装備するターボフロップエンジン。推力は3,100kg。
041
同じくラウフェイが装備するジェットエンジン。推力は4,500kg。
210A
チュールが装備するジェットエンジン。推力は2,200kg。
801D
ラームが装備するレシプロエンジン。出力は1580馬力。
BSRm037
ホルス16が装備するスクラムエンジン。推力は8,500kg。
BRM002
シブが使用するロケットモーター。推力は900kg。

ユンカース製
Jumoシリーズ
004
ラームが搭載するジェットエンジン。推力は900kg。
006
以下は全てジェットエンジン。
k
シブ、Ju-107が装備。推力は1,320kg。
L
フェンリル99が装備。推力は1,610kg。
007
マグニが装備するジェットエンジン。推力は1,800kg。
021
ホルス16が装備。推力は2,200kg。

Hes011
ベー195が装備するジェットエンジン。推力は1,350kg。
BvlM002
ホルス16が浮上用に装備するイオンロケット。推力は300kgだがこれを47基装備する。

## 名称・通称
照和、太正、明冶、平盛、玲和
後世世界では年号も微妙に違っている（例:「明治」→「明冶」）。
高々度迎撃戦闘機
前世で言う局地戦闘機。
掃射機
ガンシップの事。機関砲を多数配置し、爆撃機要撃や対地・対艦攻撃を行う機体で、日米独それぞれが独自の掃射機を運用している。
空中作戦機
早期警戒機の後世での名称。
電波攪乱金属箔
チャフのこと。
熱線放射欺瞞弾
フレアのこと。
緊急戦闘機
ドイツ空軍の機種名称。敵機来襲の報告を受けると短時間で高度1万m以上に駆け上がれる迎撃戦闘機。
航空機動艦隊
前世で言う機動艦隊。
海軍四天王
大石蔵良、高杉英作、川崎弘、坂元良馬といった海軍を代表する4提督の総称。前原一征が含まれていないのは彼が戦死扱いになっているため。
レモンスカッシュ
粘着榴弾の隠語。
電探連動砲
字の通りレーダー連動砲の事。
忠臣蔵・四十七士
赤穂浪士を暗示している、つまり大石蔵良の暗号名。
独逸海
地中海沿岸一帯が独逸の手中に収められた為に改称されたもの。
噴式機
ジェット機、ロケット機のこと。
無滑走式竹蜻蛉機（竹蜻機）
ヘリコプターの事。『竹蜻蛉』とは竹トンボの漢字表記である。
噴進弾
ロケット弾、ミサイルのこと。
噴進機
ジェットエンジン、ロケットエンジンのこと。
空中戦艦
空の要塞B29を上回る攻撃力、防御力などを備えた富士のこと。他にエアアキュダも空中戦車と呼ばれている。
鉄十字の鎌
独逸が設定した欧州～ギニア沿岸～南米を結ぶ戦略ライン。
新鉄十字の鎌
第三次大戦初期に完成していたギニア要塞～パタゴニア要塞～ソシエテ諸島を結ぶ戦略ライン。

## その他
戦時特例
外国に派遣された部隊の幹部クラスは、全員2階級位が上がるというもの。日英同盟・対米和睦によって日本軍が外国軍と共に共同作戦をするようになったことから、外国軍の指揮下に入る（無能な将官の命令に振り回されたり、日本の戦略上望まれない作戦に組み込まれる）のを避けるためにつくられた。
但しあくまで一時的なものであり給料は昇進前の階級時のままで昇給することはない。
前翼（カナード）効果
後世では爆龍のテスト飛行時に誤った飛び方をしたときに偶然発見された。その後は爆龍はもちろん電征Xなど多くの機に装備されている。白鳳は水中翼を飛行中に展開することでこの効果を得ている。
糧秣ミンチ
龍宮作戦に当たって開発された、携行・保存に優れた濃縮糧秣、現世でいう『軍用レーション』。乾燥させた食材を粉砕圧縮し、四角く固形化したもので、鰯、鶏の内臓、林檎や野菜類等が確認されている。従来では食べられずに捨てられる部位を無駄なく利用しているのが利点。
新貴族
旧来の特権階級であるプロイセン貴族を権威共々排除するため、（個人の能力よりも）『北方黄金種族』である純粋なゲルマンアーリア系の容姿や血統等級、列びにヒトラーへの忠誠によって選別された第三帝国の新特権階級。大半が見てくれのみで経験に乏しいため、実戦では足を引張る者が多い。劇中では新貴族自身は名誉ある別名として、新貴族以外の人々、とりわけ彼らを嫌う軍人層からは蔑称として「総統の息子」という別名が登場している。
バロック艦隊
トルーマン大統領が旭日艦隊の正体はダミー艦隊だと言ったときの表現。彼は日本の工業力から、あれだけの艦隊を短時間に造ることは出来ないと言うことを確信していた（事実、旭日艦隊のほとんどは英国で造られ、八咫烏なるダミー艦も存在していた）。
4B鉄道
後世において実現した3B鉄道をバスラまで延長したもの。
突撃薬
第三帝国が開発した向不安薬。スプーン一杯でも充分な効果を得ることができ、後遺症も残らない。
防楯（戦車帽）
戦車など装甲車両の弱点の一つである上面へ装着する増加装甲。セラミック製。
転生
人間は死ぬと後世に転生する。その際ほとんどの人間が前世の記憶を無くすが、高野五十六などのように、まれに記憶を持ったまま転生する者もいる。
コミック版『新旭日の艦隊』独自の設定として、その中でも時間を逆行して、親などのある程度自分とDNAが一致する人物に転生をする場合があり、「世代間転生者」と呼ばれる。またその人物には遡った時間が長いほど強い超能力が備わっているが、これは時間を遡った時に負った魂の傷の副作用によるものである。

## アニメ・漫画
アニメ
前半となる『紺碧の艦隊』と『旭日の艦隊』のみOVA化され、VHSレンタル版のほか2000年から2003年にかけてDVD版が連続リリース、その後2005年にOVA『紺碧』『旭日』を全てまとめた『紺碧の艦隊×旭日の艦隊COMPLETE DVD-BOX』全3巻が発売された。『紺碧の艦隊 特別編 蒼莱開発物語』も収録したほか、各種設定資料や史実資料・自衛隊資料が静止画特典として収録されている。
2011年夏から2012年初頭にかけて、OVAを完全収録した「Blu-ray BOX」全3巻が発売された。OVA全編と特別編以外に予告編集も全て収録したほか、発売されていない『紺碧』『旭日』それぞれのアニメサウンドトラック集を同梱し、また荒巻義雄講演会や海上自衛隊の東日本大震災における救難活動などの映像集も収録した豪華版仕様になっている。
漫画
『紺碧の艦隊』、『旭日の艦隊』、『新・紺碧の艦隊』、『新・旭日の艦隊』が計3名の作家の手により漫画化されている。また、『新・旭日』の外伝となる『新・旭日の艦隊 須佐之男死闘篇』が発売された。
詳細は、後記の関連項目より各記事を参照。

## ゲーム
『紺碧の艦隊』がゲーム化されている。

## 関連書籍
- 『大公開！『紺碧の艦隊』超丸秘ファイル』徳間書店、1992年10月31日刊行　ISBN 9784191749795
- 『旭日の艦隊 図解資料集』中央公論社、1996年10月25日刊行　ISBN 9784125004402